# Ministério do Planeamento e da Administração do Território
O Ministério do Planeamento e da Administração do Território foi a designação de um departamento dos XI e XII Governos Constitucionais de Portugal, liderados por Cavaco Silva. O único titular da pasta foi Luís Valente de Oliveira.